# Fritz Tiedemann (Fotograf)
Fritz Tiedemann (* 14. Februar 1915 in Hamburg; † 23. November 2001 in Münster) war ein deutscher Fotograf.

## Leben
Der gelernte Vermessungstechniker Fritz Tiedemann erhielt in seiner Militärzeit eine Spezialausbildung als Photogrammeter. In der Nachkriegszeit dokumentierte er ab Februar 1948 für das Amt für Denkmalpflege beim Magistrat von Groß-Berlin die Zerstörungen an historischen Gebäuden, die der Zweite Weltkrieg hinterlassen hatte. 1949 wurde er Angestellter der Abteilung Aufbau im Neuen Magistrat Ostberlins. Er nutzte dabei eine Großformatkamera und machte über 15.000 Aufnahmen, die er im Berliner Schloss entwickelte und die sich heute in der Berlinischen Galerie befinden.
Tiedemann stellte nach der Teilung Deutschlands immer jeweils zwei Abzüge seiner Aufnahmen her und übergab einen davon Kollegen aus dem Westteil der Stadt. Am 28. Februar 1953 versuchte Tiedemann wiederum, einen Teil seiner Gebäudeaufnahmen der West-Berliner Denkmalpflege zukommen zu lassen. Dabei wurde er verhaftet und verurteilt. Für diesen Tag hatte er eigentlich die Flucht in den Westteil der Stadt geplant; seine Frau sollte mit den vier Kindern und dem Gepäck in einer anderen S-Bahn am selben Tag fliehen. Doch Anna-Liese Tiedemann wurde von einer russischen Streife abgefangen und musste in ihr Haus in Ost-Berlin zurückkehren, wo sie später erfuhr, dass ihr Mann ebenfalls abgefangen worden war. Im Gepäck hatte er seine Kamera und zahlreiche Bilder gehabt. Fritz Tiedemann wurde für seinen Fluchtversuch zu zwei Jahren Haft verurteilt.
Seine vorzeitige Entlassung aus der Haft hatte er dem Aufstand vom 17. Juni 1953 zu verdanken. Im selben Jahr noch floh er mit seiner Familie aus der DDR und gelangte über das Notaufnahmelager Marienfelde nach Hamburg und später nach Münster. Ab Januar 1954 war er dort bei der Firma Plan und Karte, aus der später die Hansa Luftbild GmbH hervorging, tätig.
Tiedemanns Identität und Biographie war lange nicht öffentlich bekannt. Erst durch die Ausstellung „So weit kein Auge reicht. Berliner Panoramafotografien aus den Jahren 1949-1952“, die in den Jahren 2008 und 2009 in der Berlinischen Galerie gezeigt wurde, konnte der Urheber der Bilder ermittelt werden: Verwandte und eine Kollegin hatten durch die überregionale Berichterstattung von der Ausstellung erfahren und sich im Museum gemeldet, nachdem bis zu diesem Zeitpunkt nur der Nachname Tiedemann durch Arwed Messmer eruiert worden war. Dieser war bei der Vorbereitung seines Buches Anonyme Mitte – Berlin auf Tiedemanns Aufnahmen aufmerksam geworden.
In der Ausstellung wurden 13 panoramische Bilder Tiedemanns gezeigt. Digital neu zusammengefügt, erreichten sie Breiten bis zu 25,5 Metern.
Arwed Messmer verarbeitete auch 32 Fotografien Tiedemanns zu Panoramen, auf denen dieser am 27. März 1952 im Auftrag des Berliner Magistrats den Zustand der Häuser in der Berliner Fruchtstraße dokumentiert hatte.